# Maximilian Neustück

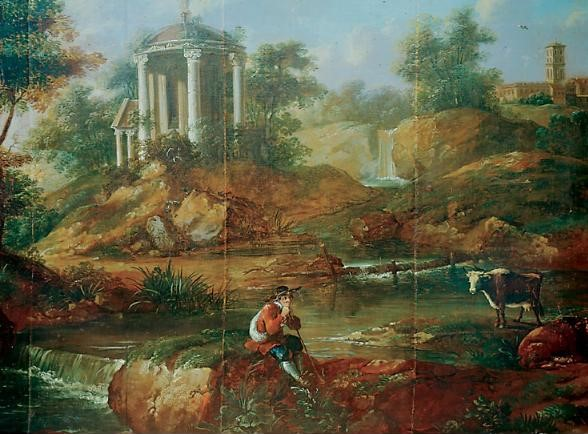
Maximilian Neustück: Gemalte Tapete aus dem Haus zum Rosenfeld, 1787 (Basel, Historisches Museum)

Maximilian Neustück (* 1756 in Mainz; † 14. November 1834 in Basel) war ein deutscher Maler, der in Basel tätig war.

## Leben
Maximilian Neustück wurde in seiner Heimatstadt Mainz bei Anton Bartholomäus Lichteisen ausgebildet. Nach einem kurzen Aufenthalt in Frankfurt am Main, wo er vermutlich bei dem Tapetenfabrikanten Johann Andreas Benjamin Nothnagel arbeitete, zog er 1780 nach Basel. Dort dekorierte er Räume in zahlreichen vornehmen Häusern. Er wohnte im Haus «zum grünen Eck» am Barfüsserplatz 20. Von seinen Kindern wurde Johann Jakob Neustück ebenfalls Maler, Johann Heinrich Neustück Bildhauer.

## Werk
Neustück schuf in Basel individuell gemalte Wandtapeten und Supraporten und bemalte Fassaden. Weiter gibt es von ihm Landschaften, Porträts, Ansichten aus der Stadt Basel und anderes.

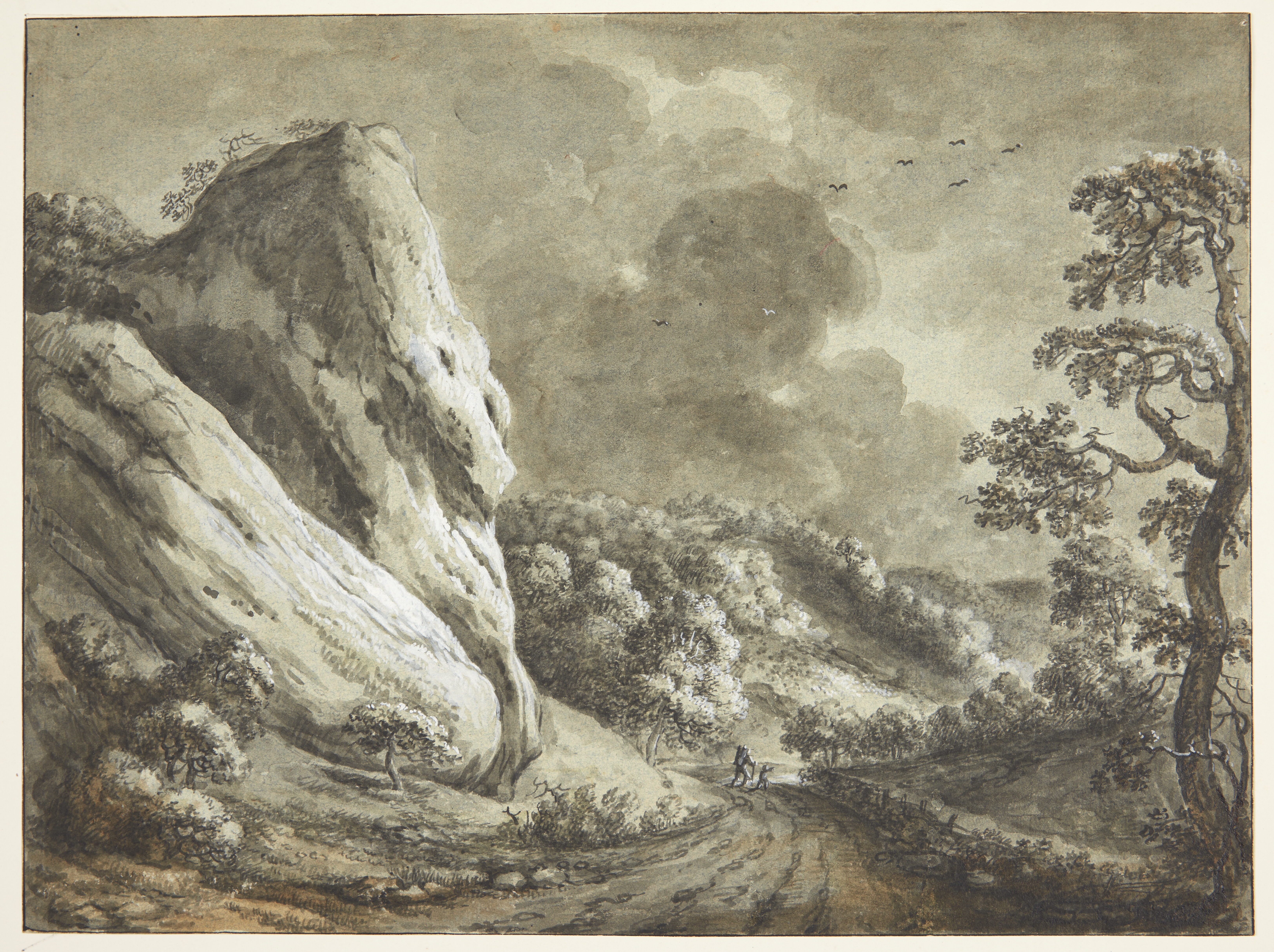
Maximilian Neustück: Strasse am Felsen (Kopenhagen, Statens Museum for Kunst)
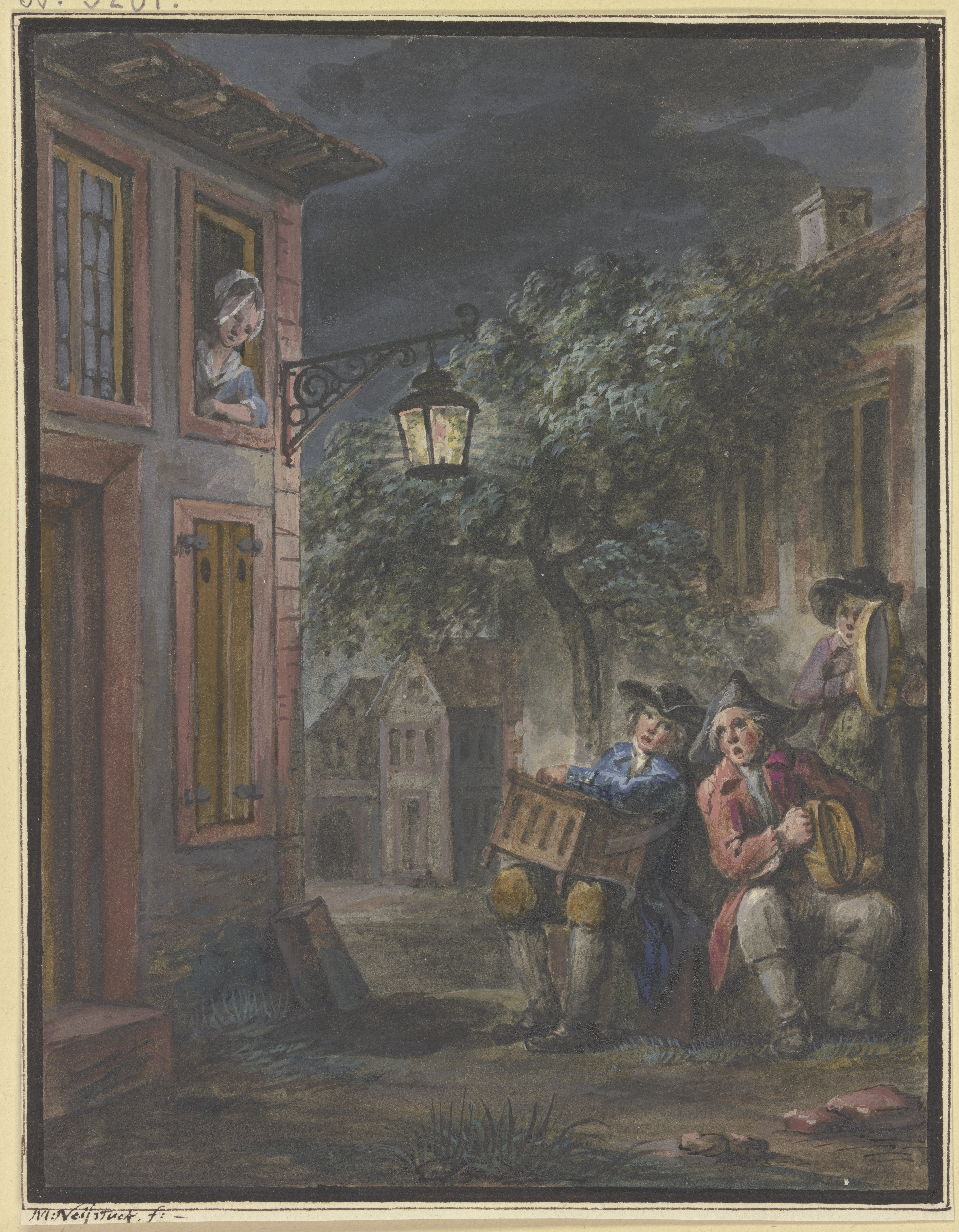
Maximilian Neustück: Nächtliches Ständchen (Frankfurt am Main, Städel Museum)
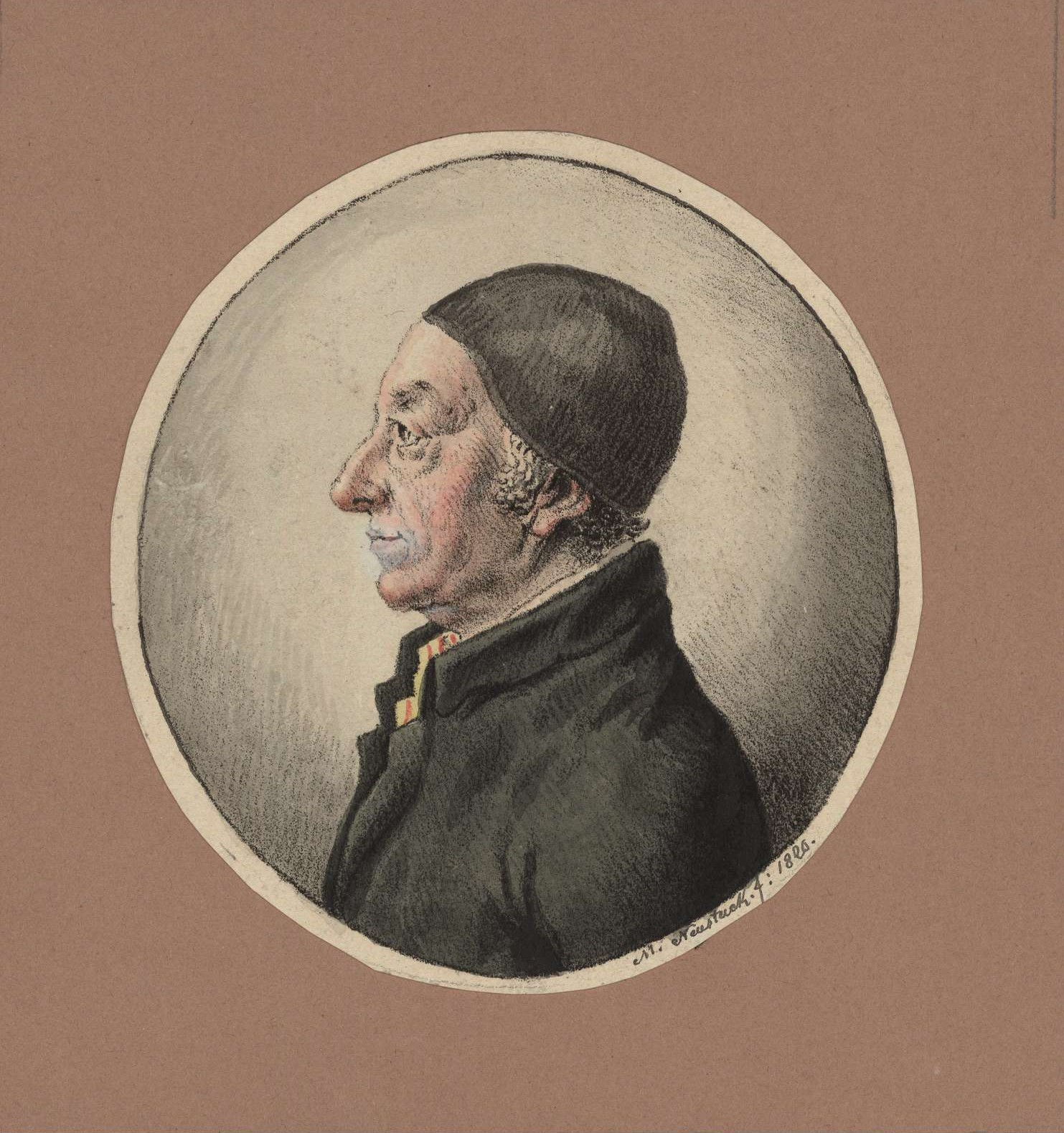
Maximilian Neustück: Porträt von Johann Rudolf Stückelberger, 1820 (Basel, Universitätsbibliothek)
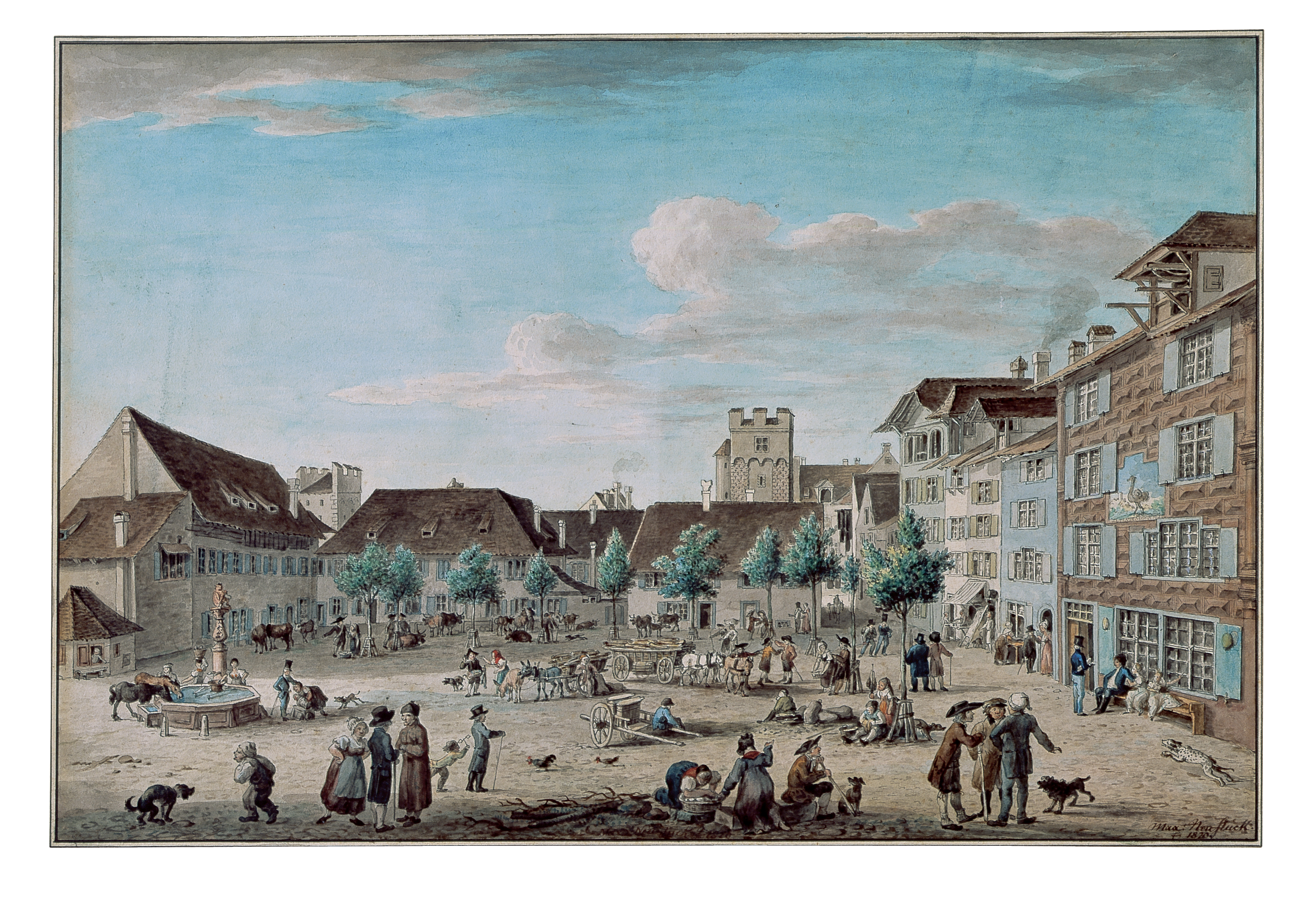
Maximilian Neustück: Ansicht des Barfüsserplatzes gegen Süden (Basel, Historisches Museum)
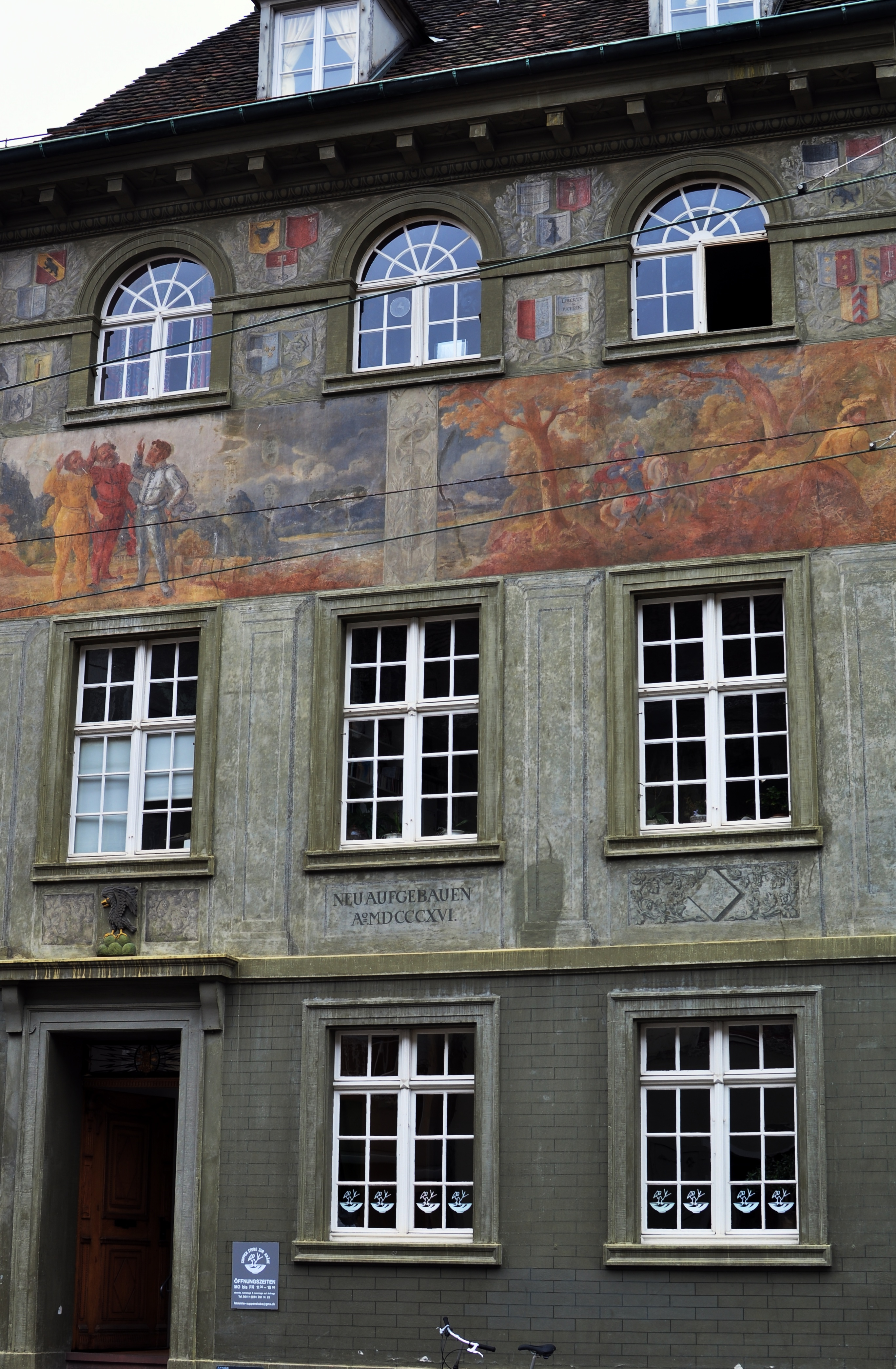
Maximilian Neustück: Rütlischwur und Gesslers Tod, Wandgemälde am Haus «zur Krähe» in Basel
Maximilian Neustück: Die Schlacht bei Dorneck 1499. Lithografie, 1832 (Solothurn, Zentralbibliothek)

## Fussnoten
1. ↑  Anne Nagel: Frankfurter Tapeten und Tapetenmaler in Basel. In: Wieder salonfähig. Handbemalte Tapeten des 18. Jahrhunderts (Denkmalpflege in Rheinland-Pfalz. Aus Forschung und Praxis. Band 2). Michael Imhof, Petersberg 2016, S. 90.

| Personendaten    | Personendaten        |
| ---------------- | -------------------- |
| NAME             | Neustück, Maximilian |
| KURZBESCHREIBUNG | deutscher Maler      |
| GEBURTSDATUM     | 1756                 |
| GEBURTSORT       | Mainz                |
| STERBEDATUM      | 14. November 1834    |
| STERBEORT        | Basel                |